# 拉杜·裘德
拉杜·裘德（羅馬尼亞語：Radu Jude，羅馬尼亞語：[ˈradu ˈʒude]；1977年3月28日—），是羅馬尼亞電影導演與編劇。

## 生平
他的第一部長片《世界上最快樂的女孩》（2009）與第二部長片《絕望老爸》（2012）皆在柏林影展的平行單元中首映；2015年，他的第三部長片《追拿吉普賽！》進入第65屆柏林影展正式競賽單元，最後獲得最佳導演銀熊獎。
2016年，他以《心痕如詩》在盧卡諾影展獲得評審團特別獎；2018年，他以《羅馬尼亞野蠻史》於卡羅維瓦利影展獲得最高榮譽水晶地球儀獎，並將代表羅馬尼亞參加奧斯卡最佳外語片獎。2021年，他以《倒霉性爱，发狂黄片》於第71屆柏林影展獲得最高榮譽金熊獎。2023年，他以《世界末日又怎樣》再度獲得盧卡諾影展評審團特別獎。2025年，他以《二〇二五年的歐陸》於第75屆柏林影展獲得最佳劇本銀熊獎。

## 電影作品

### 劇情長片
- 2009年：《世界上最快樂的女孩》（Cea mai fericită fată din lume）
- 2011年：《为朋友而拍的电影》（Film pentru prieteni）
- 2012年：《絕望老爸》（Toată lumea din familia noastră）
- 2015年：《追拿吉普賽！》（Aferim!）
- 2016年：《心痕如詩》（Inimi cicatrizate）
- 2018年：《羅馬尼亞野蠻史》（Îmi este indiferent dacă în istorie vom intra ca barbari）
- 2020年：《塗鴉少年祕密檔案（罗马尼亚语：Tipografic Majuscul (film)）》（Tipografic Majuscul）
- 2021年：《倒霉性爱，发狂黄片》（Babardeală cu bucluc sau porno balamuc）
- 2023年：《世界末日又怎樣》（Nu aștepta prea mult de la sfârșitul lumii）
- 2025年：
  - 《二〇二五年的歐陸》（Kontinental '25）
  - 《德古拉（英语：Dracula (2025 film)）》（Dracula）

### 紀錄片
- 2017年：《平行生命的歷史碎片》（Țara moartă）
- 2020年：《1941亡者群像》（Ieșirea trenurilor din gară）
- 2024年：《八張來自烏托邦的明信片》（Opt ilustrate din lumea ideală）

## 外部連結
- 拉杜·裘德在互联网电影资料库（IMDb）上的資料（英文）
- 拉杜·裘德在豆瓣上的资料（简体中文） （中文）
- 雷杜-祖迪回顧展